# Таман (Западнотюркски каганат)
Таман е каган на Западнотюркския каганат през 604 – 612 година.
Син на Нири, първият западен каган, той е роден малко преди неговата смърт през 604 година, когато го наследява. Таман е подкрепян от групата кланове дулу. През 605 година войските му претърпяват поражение от тиелъ. През 612 година Таман е свален от поддържания от нушиби Шегуй, след което живее в изгнание в империята Суй.
През 618 година Таман е убит в Чанан по искане на източните тюрки.